# Jungs aus der Paulstraße
Jungs aus der Paulstraße ist ein ungarischer Spielfilm aus dem Jahre 1968 von Zoltán Fábri. Die Geschichte basiert auf dem Roman Die Jungen von der Paulstraße (1906) von Ferenc Molnár.

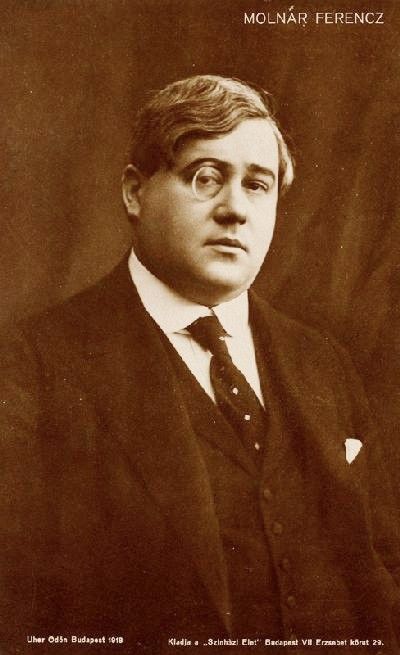
Vorlageautor Ferenc Molnár (Aufnahme von 1918)

## Handlung

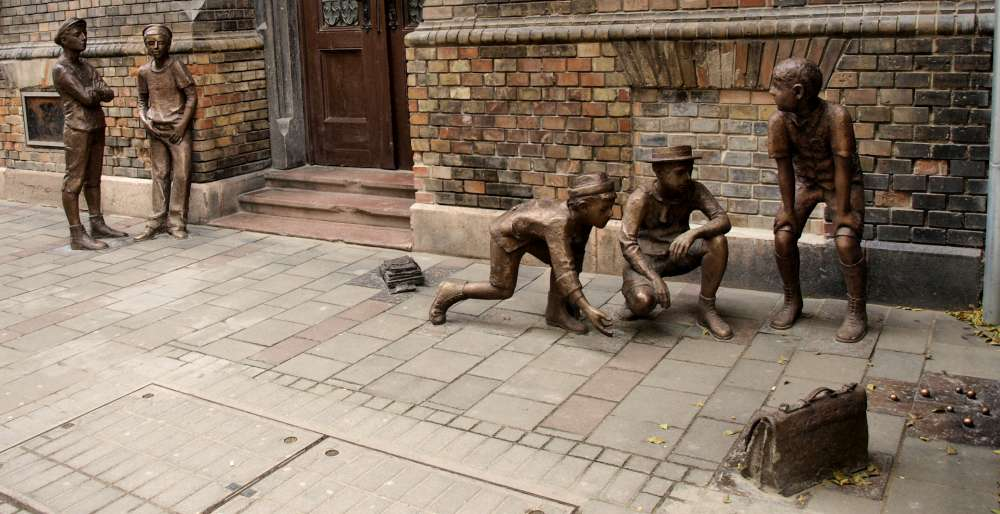
Denkmal für „Die Jungen von der Paulstraße“ in Práter utca, Budapest

Budapest, zu Beginn des 20. Jahrhunderts. Im Zentrum der Handlung stehen zwei rivalisierende Jugendbanden. Auf der einen Seite sind die Schüler von St. Paul, auf der anderen die so genannten Roten Hemden, angeführt von den aggressiven, brutalen und angsteinflößenden Feri Áts. Nachdem zwei der Mitglieder der Rothemden dem kleinen Ernõ Nemecsek Gewalt angetan haben, entscheiden die Mitglieder der Paulstraßen-Gang unter János Bokas Führung, dass es an der Zeit ist, den Rothemd-Provokationen endgültig ein Ende zu setzen und die Entscheidung, wer rund um den Baugrund an der Paulstraße das Sagen hat, in einer „finalen Schlacht“ zu suchen. Die Rothemden haben die feste Absicht, den Jungs von der Paulstraße ihren Spielplatz, genannt der „Grund“, abzunehmen und sind nicht eben zimperlich in der Wahl ihrer Waffen. Dabei wird auch auf Verrat (nämlich der Gerébs) und gegenseitiges Ausspionieren gesetzt.
Nun ist es an dem kleinen Nemecsek, der oft weder von seinen eigenen Leuten noch von den gegnerischen Rabauken ernst genommen wird, seinen Mut und seine Treue zu den eigenen Kameraden zu beweisen. Er holt die von den Rothemden erbeutete Fahne seiner eigenen Jugendbande zurück und ist plötzlich der Held. Der finale Kampf findet schließlich mit allen Mitteln auf dem „Grund“ statt, Prügeleien von „Mann“ zu „Mann“ inklusive. János’ Jungs aus der Paulstraße gewinnen zwar die Entscheidung, doch der kleine Nemecsek, der im angrenzenden Teich „versenkt“ wird, holt sich dabei eine Lungenentzündung und stirbt schließlich in den Armen seiner Mutter. Beide Seiten zollen dem tapferen Ernõ Respekt. In bitterer Erkenntnis, dass der Kampf um den „Grund“ vollkommen vergebens war, weil das unbebaute Stück Land von der Stadt einer neuen Bestimmung zugeführt werden soll und keinem der Kinder jemals mehr als Spielplatz dienen wird, bleiben alle betroffen zurück.

## Produktionsnotizen
Der Film entstand 1968 und wurde Ende desselben Jahres in Ungarn uraufgeführt. Ungarischer Massenstart war am 5. April 1969. In Deutschland kam der Film nicht in die Kinos, wurde aber am 1. November 1978 im ZDF erstmals ausgestrahlt.
Die Bauten schuf József Romvári, für die Ausstattung zeichnete Tilda Gáti verantwortlich. Judit Schäffer entwarf die Kostüme.
Jungs aus der Paulstraße war 1969 für den Oscar in der Sparte Bester nichtenglischsprachiger Film nominiert.

## Kritiken
Im März 1969 war in der Fachzeitschrift Variety zu lesen: „Es ist eine warmherzige Geschichte über die ritualisierten Ereignisse vor der Schlacht, wobei sich das Hauptinteresse auf das jüngste und kleinste Mitglied konzentriert, wie er auf den kommenden Konflikt reagiert. Die Endre Bohem-Produktion ist bezüglich des Gefühls typisch europäisch, und Zoltan Fabris Regie seines und Bohems Drehbuch sind genügend im Fluss, um das Interesse aufrecht zu erhalten[.]“
Der Movie & Video Guide sah hier ein „eloquentes Statement gegen den Krieg in einem effektvollen Film“.
Hal Erickson verortete in dem Streifen eine „Antikriegs-Allegorie in den Straßen von Budapest“.

## Verfilmungen
Weitere Verfilmungen dieses Stoffs waren
- A Pál utcai fiúk (Ungarn 1919), Regie: Bela Balogh
- No Greater Glory (USA 1934), Regie: Frank Borzage
- I Ragazzi della via Paal (Italien 1935), Regie: Alberto Mondadori und Mario Monicelli
- I Ragazzi della via Pál (Italien 2003, mit Mario Adorf), Regie: Maurizio Zaccaro